# Acanthocyclops hypogeus
Acanthocyclops hypogeus é uma espécie de artrópode da família Cyclopidae.
É endémica da Eslovénia.